# Піч даних

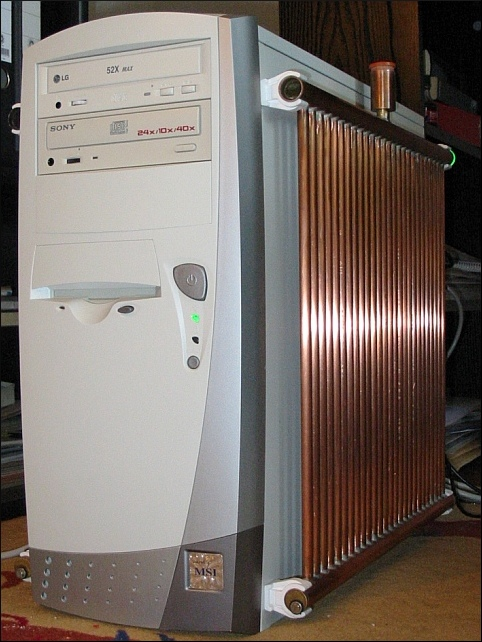
Корпус комп'ютера з водною системою охолодження і зовнішнім радіатором

Піч даних (англ. data furnace) — концепція обігріву житлових будинків теплом від працюючого всередині помешкання серверного обладнання, яке виділяє значні об'єми надлишкового тепла при роботі. Теоретично такий підхід може бути дешевшим, ніж розміщення працюючих серверів у великих дата-центрах, оскільки ціна електроенергії в житлових районах може бути компенсована продажем тепла власникам квартир.
В 2015 цю ідею спробувала реалізувати голландська компанія Nerdalize, створивши продукт "eRadiator". Такий радіатор обробляє дані постійно, при вимкненні обігрівання просто переспрямовує тепло на вулицю.
Цю ідею іноді реалізовують любителі зі звичайними комп'ютерами, виконуючи волонтерські обчислення.